# گتایا
شهر گتایا (به رومانیایی: Gătaia) در شهرستان تیمیش در کشور رومانی واقع شده‌است. جمعیت این شهر ۸٬۱۰۳ نفر  است.